# タカネコウリンカ
タカネコウリンカ（高嶺高輪花、学名：Tephroseris takedana (Kitam.) Holub）は、キク科オカオグルマ属に分類される多年草の1種。キオン属に分類されることもある。学名の種小名（takedana）は、植物学者の武田久吉への献名。

## 特徴
茎は単一で直立し、高さ15-40 cmで、全体にクモ毛がある。根生葉と下部の茎葉は細毛が密生し、長さ5-12 cm、幅1.5-3 cmの卵状へら形で、基部は茎を抱き、縁には浅い鋸歯がある。根生葉には長柄がある。頭花は直径2-2.5 cmで数個が散房状につく。総苞は長さ0.7-1 cmの筒形で黒紫色になり、総苞の基部に苞葉がある。総苞の色が黒っぽい点が高原に生育するコウリンカに似ているが、コウリンカの舌状花は長く反り返る。舌状花は橙黄色で7-8個で、短く完全には開かない。筒状花は橙赤色、長さ4 mm、幅2 mm。花期は7月下旬-8月。痩果は有毛、円柱形で長さ4 mm、冠毛は6-7 mm。染色体数は2n=48。

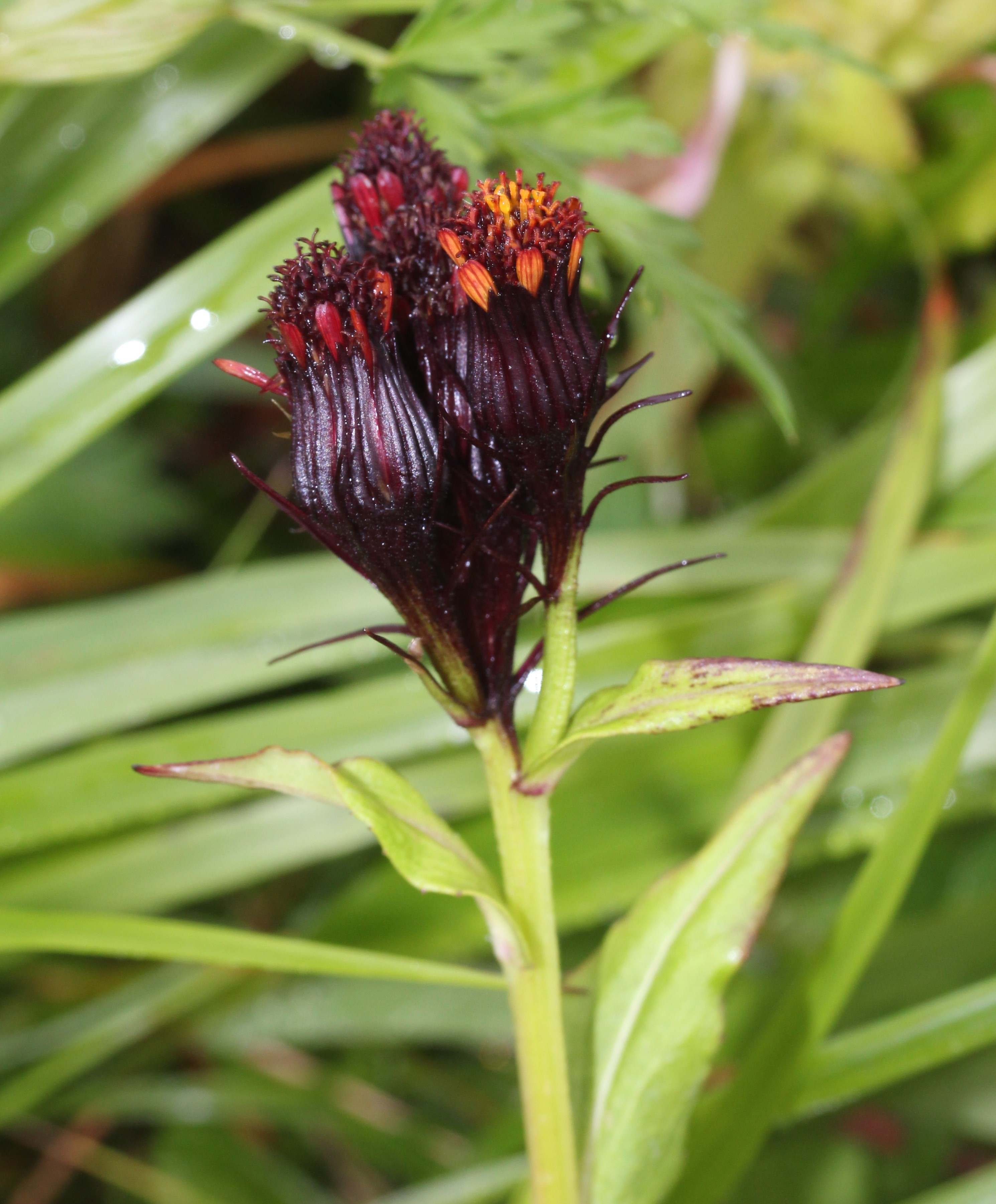
総苞は筒形で黒紫色
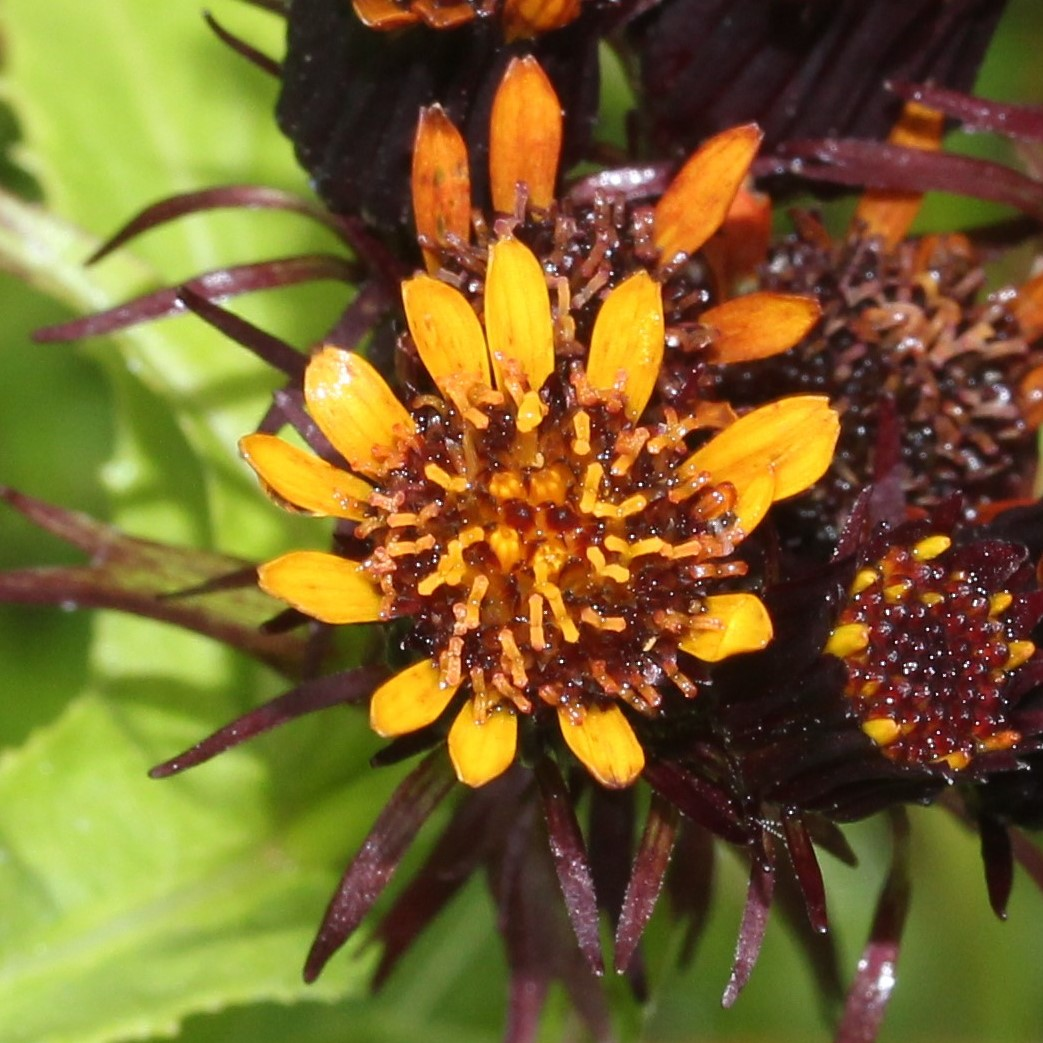
舌状花は短く、筒状花は橙赤色

## 分布と生育環境

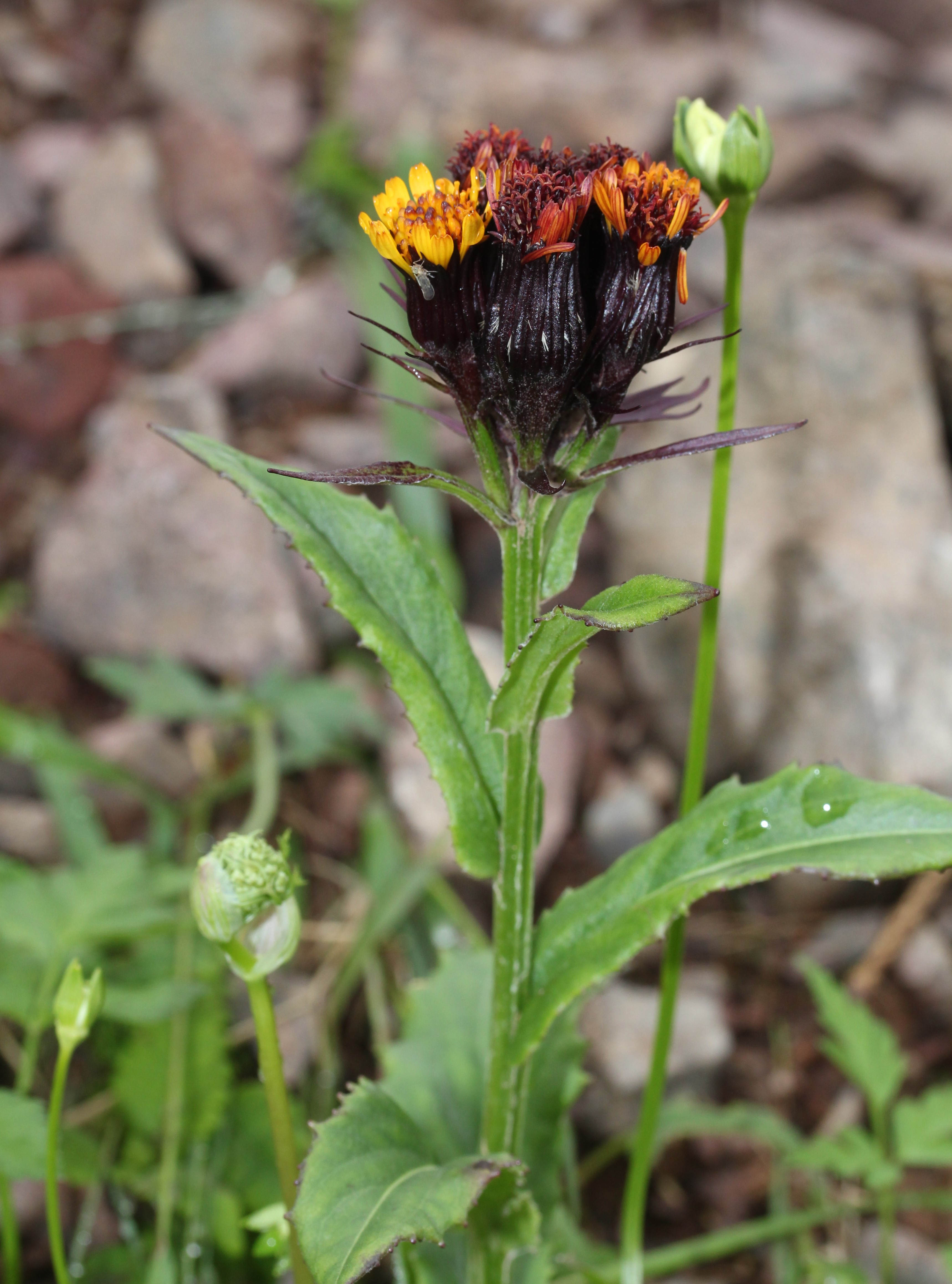
乾いた草地に生育するタカネコウリンカ

日本の固有種。本州の中部地方（奥志賀、湯ノ丸山、飛騨山脈、八ヶ岳、赤石山脈、埼玉県）に分布する。基準標本は八ヶ岳のもの。
亜高山帯上部から高山帯にかけての乾いた草地や礫地に生育する。しばしば亜高山帯の石灰岩地にも生育する。ヤガ科のミヤマセダカモクメの幼虫が食草としている。

## 種の保全状況評価
日本では環境省によりレッドリストの準絶滅危惧（NT）の指定を受けている。
準絶滅危惧（NT）（環境省レッドリスト）
また以下の都道府県での指定を受けている。上信越高原国立公園、中部山岳国立公園などで保護対象となる指定植物。
- 絶滅危惧IA類 - 埼玉県[9]
- 絶滅危惧II類 - 新潟県[13]、山梨県ではニホンジカの忌避植物で近年大繁殖している[14]
- 準絶滅危惧 - 富山県[15]、長野県[16]、静岡県[17]